# Bataille du col de Latema
Campagne d'Afrique de l'Est (Première Guerre mondiale)
La bataille du col de Latema est une bataille de la campagne d'Afrique de l'Est, faisant partie de la Première Guerre mondiale. Elle se déroule les 11 et 12 mars 1916 et oppose les forces britanniques à celles de l'Empire allemand. Elle a lieu au niveau des collines de Latema-Reata, entourant le col de Latema, objectif stratégique, au nord-est de l'actuelle Tanzanie.

## Contexte
Après la bataille de Salaita, le général Paul von Lettow-Vorbeck, commandant des forces allemandes en Afrique orientale, réorganise les défenses au nord de la colonie en prévision d'un nouvel assaut. Les positions de Salaita sont abandonnées et les forces allemandes se déplacent vers le sud et les collines Latema-Reata, qui se trouvent sur la route de Kahe. Les nouvelles défenses sont occupées le 8 mars par le major Georg Kraut, qui avait commandé la défense allemande à Salaita, avec 1 500 à 2 000 Schutztruppe et des officiers allemands. Mis à part le fait qu'il y a maintenant deux collines à attaquer (avec le col entre elles), les problèmes auxquels est confronté le général Wilfried Malleson sont similaires à ceux de Salaita. Les collines sont couvertes de buissons denses, qui s'épaississent vers le haut des collines. Les plaines autour des collines n'offrent aucune couverture, ce qui signifie que toute force d'attaque serait soumise à des tirs meurtriers venant d'en haut.

## Forces en présence
Le brigadier-général Malleson, fraîchement vaincu à Salaita, a à sa disposition, au début de l'opération, la 1re brigade d'Afrique de l'Est, composée :
- d'éclaireurs à cheval de Belfield
- d'une compagnie d'infanterie montée
- des batteries de campagne n° 6 et 8
- de la 134e batterie lourde d'artillerie de la Garnison royale, équipée d'obusiers
- du 2e régiment de Rhodésie
- du 3e bataillon des « King's African Rifles »
- du 130e des « Baloutchis du roi George »
- d'une batterie de mitrailleuses des « Loyal North Lancashires »
- d'une compagnie de mitrailleurs volontaires

Les troupes allemandes sont de leur côté composées :
- de la 30e compagnie de campagne sur la colline Reata
- de la 18e compagnie de campagne et de la compagnie Wangoni sur la colline Latema
- de la batterie de campagne Sternheim
- de la 16e compagnie de campagne et de la 6e compagnie Schutzen en réserve à l'arrière

## Déroulement de la bataille

### Première offensive
L'attaque de Latema commence le 11 mars à 11 h 30. Malleson ordonne à ses hommes de lancer un assaut frontal sur Latema Hill. Il est impossible de contourner les positions allemandes en raison de la densité du terrain sur les côtés du champ de bataille, en particulier au sud — qui est couvert par un marécage. Les Baloutchis et les King's African Rifles sont envoyés à l'attaque — tenant respectivement la droite et la gauche du front — avec le régiment de Rhodésie gardé en réserve. C'est la première action que les fusiliers mènent en tant qu'unité. L'infanterie est appuyée par l'artillerie, qui bombarde les positions allemandes à une distance de 3 000 mètres. Cependant, avant de pouvoir atteindre les positions ennemies, les Britanniques sont repoussés par des tirs nourris de fusils, de mitrailleuses et d'artillerie de petit calibre. Alors que l'attaque patauge, le commandant britannique, le général Malleson, demande à être relevé de son commandement en raison d'une contamination par la dysenterie. Le commandant Jan Smuts y consent et le brigadier-général Michael Tighe est nommé pour le remplacer. À 14 heures, l'attaque reprend sur terrain plat, à environ 1 000 mètres des positions allemandes.

### Deuxième offensive
À 16 heures, le 5e régiment sud-africain arrive en renfort, commandé par le nouvellement nommé Brig. Le général Tighe ordonne un deuxième assaut à 17 heures. Cette fois, les Rhodésiens ouvrent la voie avec les King's African Rifles, le 130e des Baloutchis protégeant le flanc droit. D'autres renforts – les 9e et 5e batteries de campagne – sont immédiatement mis en action pour soutenir l'attaque. Les forces d'assaut échouent à nouveau à atteindre leur objectif, subissant des pertes parmi lesquelles le commandant des King's African Rifles, et le lieutenant-colonel Graham. Quelques attaquants atteignent le sommet dans l'obscurité, mais sont également forcés de battre en retraite par les contre-attaques allemandes. Pour renforcer les unités attaquantes, Tighe ordonne à la moitié du 5e régiment sud-africain de se mettre en ligne. Malgré les renforts, les troupes de l'Entente sont à nouveau contraintes de se replier. Smuts répond en mettant le 7e régiment sud-africain sous le commandement de Tighe. Il atteint Tighe vers 20 heures et un nouveau plan est élaboré. Les deux régiments sud-africains, les troupes les plus fraîches disponibles, attaqueront le camp la nuit, avec leurs baïonnettes.

### Troisième et dernière offensive
La troisième et dernière vague part à 21 h 15 et rencontre les mêmes problèmes que les précédentes tentatives de prise du camp, aggravés par le manque de lumière. Le 5e régiment mène l'assaut, le 7e légèrement derrière eux. Cette fois, les Sud-Africains réussissent à se frayer un chemin dans les deux collines jusqu'à ce que l'ennemi soit positionné sur le col lui-même. L'avance s'arrête. Dans la confusion de l'obscurité, un grand nombre d'hommes se perdent. Ils se replient vers leurs positions de départ pour rejoindre la 1re brigade d'Afrique de l'Est un peu en arrière. Au même moment, les hommes des King's African Rifles et des Rhodésiens, séparés de leurs unités lors d'attaques précédentes et toujours sur les collines, rejoignent l'attaque. Le lieutenant-colonel Freeth (avec 18 hommes) et le major Thompson (avec 170 hommes) tiennent les sommets de Latema et Reata. Tighe ne peut être informé des événements de la bataille depuis sa position et, craignant de lourdes pertes et une éventuelle contre-attaque, ordonne un retrait à 4 h 20 du matin. Cependant, alors que les messagers atteignent les positions britanniques pour ordonner la retraite, ils trouvent Freeth et Thompson aux commandes des hauteurs et les Allemands en pleine retraite. Smuts ordonne alors au 8e régiment sud-africain de se rendre sur le terrain afin de consolider la position.

## Conséquences
La bataille s'achève sur une victoire britannique, qui leur permet de consolider leurs positions, bien que ceux-ci comptent environ 270 hommes tués, blessés ou disparus, contre moitié moins pour les troupes allemandes.
Après la bataille, les Allemands se retirent en direction du lac Kahe afin de préparer de nouvelles défenses. Freeth et Thompson reçoivent tous deux l'Ordre du service distingué pour leur rôle décisif dans la bataille. Le général Tighe conserve son commandement de la 2e division en remplacement de Malleson.